# Prabuty (village)
Pour les articles homonymes, voir Prabuty.

Prabuty (prononciation : [praˈbutɨ]) est un village polonais de la gmina de Długosiodło dans le powiat de Wyszków de la voïvodie de Mazovie dans le centre-est de la Pologne.
Il se situe à environ 4 kilomètres au nord de Długosiodło (siège de la gmina), 25 kilomètres au nord de Wyszków (siège du powiat) et à 76 kilomètres au nord-est de Varsovie (capitale de la Pologne).
Le village possède une population de 161 habitants en 2008.

## Histoire
De 1975 à 1998, il faisait partie du territoire de la Voïvodie d'Ostrołęka